# Gauliga Württemberg 1942/43
Die Gauliga Württemberg 1942/43 war die zehnte Spielzeit der Gauliga Württemberg im Fußball. Die Meisterschaft gewannen die punktgleichen Mannschaften des VfB Stuttgart und der Stuttgarter Kickers. Beide Vereine wurden als Württembergischer Meister anerkannt, der VfB Stuttgart vertrat Württemberg bei der Endrunde zur Deutschen Meisterschaft, da die Kickers auf ein Entscheidungsspiel aus sportlichen Gründen verzichteten.
Zunächst sah alles nach einer souveränen Meisterschaft für die Stuttgarter Kickers aus. Der VfB Stuttgart war nach zwei Niederlagen gegen die Sportfreunde Stuttgart (0:5) sowie gegen die Kickers (3:4) weit zurückgefallen und konnte seine Titelchancen nach einem 1:3 bei Union Böckingen endgültig begraben. Doch dann patzten die Kickers gegen die Sportvereinigung Feuerbach, und weil das 1:3 des VfB in Böckingen am Grünen Tisch in einen Sieg umgewandelt wurde, waren die Meisterschaft wieder offen. Nachdem der VfB nach drei Siegen die Tabellenspitze übernommen hatte, folgte eine 0:1-Heimniederlage gegen die Sportfreunde Stuttgart, die nun ebenfalls Chancen auf den Gewinn der Meisterschaft hatten. Am 7. März 1943 kam es zum entscheidenden Spiel zwischen dem VfB und den Stuttgarter Kickers. Vor 7.000 Zuschauern in der Adolf-Hitler-Kampfbahn gewann der VfB mit 6:2 und eroberte sich die Tabellenführung zurück. Den Kickers half selbst ein abschließender 7:2-Kantersieg über den VfR Heilbronn nicht, da ihnen ein Treffer zur Titelverteidigung fehlte. Aufgrund der beiden am Grünen Tisch gewonnenen Punkte, setzte die Gausportführung ein Entscheidungsspiel an, auf das die Kickers verzichteten. Sie hatten zwischenzeitlich mehrere Spieler, darunter Edmund Conen, Albert Sing, Eugen Kipp junior und Hans Walz abgeben müssen und fühlten sich der Teilnahme an der Endrunde um die deutsche Meisterschaft nicht mehr gewachsen. So kam der VfB Stuttgart zu seiner vierten Endrundenteilnahme, wo er mit einer ersatzgeschwächten Mannschaft chancenlos war. Vor 15.000 Zuschauern verlor man bereits in der 1. Runde mit 0:3 gegen den TSV 1860 München.

## Abschlusstabelle
| Pl. | Verein                  | Sp. | S  | U | N  | Tore    | Quote | Punkte |
| --- | ----------------------- | --- | -- | - | -- | ------- | ----- | ------ |
| 1.  | VfB Stuttgart           | 18  | 15 | 0 | 3  | 067:250 | 2,68  | 30:60  |
| 2.  | Stuttgarter Kickers (M) | 18  | 15 | 0 | 3  | 074:320 | 2,31  | 30:60  |
| 3.  | Sportfreunde Stuttgart  | 18  | 12 | 2 | 4  | 069:250 | 2,76  | 26:10  |
| 4.  | SSV Reutlingen 05 (N)   | 18  | 9  | 2 | 7  | 038:350 | 1,09  | 20:16  |
| 5.  | Union Böckingen (N)     | 18  | 7  | 2 | 9  | 044:490 | 0,90  | 16:20  |
| 6.  | SV Feuerbach            | 18  | 7  | 0 | 11 | 028:490 | 0,57  | 14:22  |
| 7.  | TSG Ulm 46              | 18  | 5  | 2 | 11 | 033:460 | 0,72  | 12:24  |
| 8.  | VfR Aalen               | 18  | 5  | 1 | 12 | 024:490 | 0,49  | 11:25  |
| 9.  | VfR Heilbronn           | 18  | 5  | 1 | 12 | 029:680 | 0,43  | 11:25  |
| 10. | VfB Friedrichshafen     | 18  | 5  | 0 | 13 | 036:640 | 0,56  | 10:26  |

| (M) | Titelverteidiger               |
| (N) | Aufsteiger aus der Bezirksliga |

## Aufstiegsrunde

### Gruppe I
| Platz | Verein              | Spiele | Tore  | Quote | Punkte |
| ----- | ------------------- | ------ | ----- | ----- | ------ |
| 1.    | FV Zuffenhausen     | 6      | 22:12 | 1,83  | 8:4    |
| 2.    | SpVgg 08 Schramberg | 6      | 17:16 | 1,06  | 7:5    |
| 3.    | Heilbronner SV 07   | 6      | 13:18 | 0,72  | 6:6    |
| 4.    | TSV Münster         | 6      | 11:17 | 0,65  | 3:9    |

### Gruppe II
| Platz | Verein                     | Spiele | Tore  | Quote | Punkte |
| ----- | -------------------------- | ------ | ----- | ----- | ------ |
| 1.    | 1. Göppinger SV            | 4      | 23:80 | 2,88  | 6:2    |
| 2.    | Normannia Schwäbisch Gmünd | 4      | 08:12 | 0,67  | 6:2    |
| 3.    | 1. SSV Ulm                 | 4      | 07:18 | 0,39  | 0:8    |